# Oligacanthorhynchus oligacanthus
Espèce
Synonymes
- Echinorhynchus oligacanthus Rudolphi, 1819 - protonyme

Oligacanthorhynchus oligacanthus est une espèce d'acanthocéphales de la famille des Oligacanthorhynchidae.
C'est un parasite digestif décrit d'après des juvéniles trouvés enkystés chez l'élaphe quatuorlineata en Italie.
Il a été découvert par Rudolphi en 1819,.